# Caroline-Amélie de Schleswig-Holstein-Sonderbourg-Augustenbourg
Titres
Reine consort de Danemark
3 décembre 1839 – 20 janvier 1848
(8 ans, 1 mois et 17 jours)
Princesse héritière consort de Danemark
22 mai 1815 – 3 décembre 1839
(24 ans, 6 mois et 11 jours)
 Caroline-Amélie de Schleswig-Holstein-Sonderburg-Augustenburg (en danois : Caroline Amalie af Augustenborg),  née le 28 juin 1796 à Copenhague (royaume de Danemark et de Norvège) et morte le 9 mars 1881 à Amalienborg (Danemark), est une princesse danoise qui, en tant que seconde épouse de Christian VIII, est reine consort de Danemark de 1839 à 1848.

## Biographie
Elle est la fille de Frédéric Christian II de Schleswig-Holstein-Sonderbourg-Augustenbourg et de Louise Augusta de Danemark.
Christian VIII s'est uni à elle le 22 mai 1815, après sa séparation de sa première épouse en 1809 et sa démission comme roi de la Norvège en 1814. Cela a permis à Caroline-Amélie de se consacrer aux sciences, à la minéralogie et la géologie en particulier. Entre 1818 et 1822, elle a entrepris de nombreux voyages par l'Europe au côté de son conjoint. Après la mort de son cousin, Frédéric VI, en 1839, Christian est devenu roi du Danemark, faisant par conséquent de Caroline-Amélie la reine consort de Danemark, jusqu'à la mort de son mari en 1848. Elle a participé à beaucoup de fêtes et de projets humanitaires, particulièrement avec l'équipement d'orphelinats.